# Hobšovice
Hobšovice är en ort i Tjeckien.   Den ligger i regionen Mellersta Böhmen, i den centrala delen av landet, 27 km nordväst om huvudstaden Prag. Hobšovice ligger 206 meter över havet och antalet invånare är 342.
Terrängen runt Hobšovice är huvudsakligen platt. Hobšovice ligger nere i en dal. Runt Hobšovice är det tätbefolkat, med 493 invånare per kvadratkilometer. Närmaste större samhälle är Kladno, 14,3 km söder om Hobšovice. Trakten runt Hobšovice består till största delen av jordbruksmark.